# Цахур
Цахур — село в Рутульском районе Дагестана. Центр Цахурского сельсовета. Название народа, проживающего в некоторых районах Дагестана и Азербайджана, — цахуры, происходит от названия села.

## География
Село расположено на северном склоне Главного Кавказского хребта, в долине реки Самур.

## Топонимика
По мнению Э. Летифовой, топоним Цахур образован из двух компонентов- Ца — огонь, очаг (на языке цахуров и некоторых соседних этносов) и хур — селение (на лезгинском языке).

## История
В книге «Тухфат аль-ахбаб аль-халидият» Хаджи Усмана-Афанди аль-Цахури, вышедшей в 1914 году, на арабском языке, говорится:

«Цахур — это большое село, расположенное на реке Самур, расстояние между ним и городом Ахты можно преодолеть пешему человеку за полтора суток. История его поселения, согласно историческим книгам, 2877 лет»— Тухфат аль-ахбаб аль-халидият. 77 стр. Буйнакск. 1914 год.
После распада Кавказской Албании Цахур упоминается как столица царства Лакз.
С VII по XVI в.в., Цахур являлся столицей Цахурского ханства, оставшегося неподвластным монгольскому завоеванию. Цахурское ханство имело своего представителя (посла) в Золотой Орде.
В XIII веке о Цахуре сообщает арабский учёный Закария аль-Казвини. Он писал, что это:

…большой город, густонаселённый, расположенный в шести переходах от Ганджи. Он главный город страны Лакзан, и имеет 12000 дворов [дымов: один дымоход — один дом]. В нём медресе: основал его Визир Низам-ал-Мулк-ал-Хасан Ибн Исхак, и при нём имеется учитель и факихи…, рассказывают, что они перевели «Компедий Музани» на лакзанский язык и подобно этому «Книгу Имама ал Шафеи» и занимаются они ими обеими. Холод в нём очень силен. Вода города из реки, называемой Самур… Пища их состоит из злака, называемого сульт, внешне он похож на ячмень, а качество его — качество пшеницы… Каждый из них сеет достаточное для него количество этого зерна и питается этим и молоком своих маленьких овец и кислым молоком их. Они носят одежду из шерсти этих овец. Нет у них начальника, но есть у них проповедник, который молится с ними согласно учению имама аль-Шафии.
В 1432 году на Цахур дважды совершило нападение государство Кара-Коюнлу, во второй раз в союзе с жителями Рутула, оба нападения были успешно отбиты. Об этом свидетельствует надпись на стене мечети в с. Цахур, датируемая 1432 годом:

«Во имя Аллаха милостивого, милосердного и просим у него помощи. Построена эта крепость после приговора Аллаха по его предопределению в дату: начало мухаррама восемьсот тридцать шестого года. Причина строительства этой крепости: пришли три войска, (в том числе) два войска тюрок и одно войско Рутула. Войско Рутула с одним войском тюрок (пришло) снизу, а одно войско тюрок сверху. И сразилось войско Цахура тремя сражениями, и убито из этих трёх войск двести человек, а одно из них убежало… Произошло это сражение в четвёртый (день) месяца зул-хиджжа упомянутого года»— «К истории изучения Ширвана XIV—XVI веков»
Из надписи становится ясно; что нападение на Цахур было произведено с двух сторон: один отряд Кара-Коюнлу напал через горный перевал, ведущий из Сарыбаша в Цахур, а другой отряд — со стороны Рутула вдоль по течению реки Самур. Как видно, отряды тюрок потерпели поражение, потеряв 200 человек убитыми, после чего вынуждены были отступить. После этих событий почти сразу же в Цахуре было сооружено укрепление в целях обороны от возможных нападений противника.
В XVI веке, в Цахуре образуется Цахурское султанство, столица которого в XVII веке была перенесена сначала в Ках, а затем в Илису. Султанат состоял из 4 цахурских вольных обществ, которые избирали султана.
Во время землетрясения, которое «пало на область Дагестана в 1667—1668 году» были разрушены многие аулы Южного Дагестана, в том числе Цахур.
Знаменитый турецкий географ и путешественник XVII века Эвлия Челеби в своей «Книге путешествий» («Сияхат-наме») пишет:

«Мы прибыли в село Захур, в этой местности имеется до 150 селений. Местность подчиняется правителю Юсуф-беку (правил с 1670 по 1695 год).»
Активное участие жителей самурской долины в Кавказской войне, привело к тому, что в июне 1850 года, во избежание нового вторжения армии Шамиля и Даниял-бека и в целях недопущения новых волнений населения в верховьях Самура, сюда вводится гарнизон русской армии. В присутствии главнокомандующего Кавказской армией генерала Воронцова был заложен фундамент новой крепости в селении Лучек.
Генерал Воронцов побывал со своей свитой в Цахуре, два дня посвятил осмотру местностей Горного Магала с целью принять меры, чтобы эти места перестали быть пристанищем для войск Даниял-бека и его наибов. Было проведено совещание, результатом которого стало полное уничтожение сел Горного Магала. Наместник Кавказа граф Воронцов в письме военному министру Чернышеву в июне 1850 года писал:

«Не нахожу другого средства, как выселить вовсе всех жителей горного ущелья на южную покатость гор, разорив до основания существующие там 15 селений… Мера эта, на первый взгляд жестокая, вызванная военными действиями, характеризуется как политическая, и поэтому каждый поймет её должным образом».— Письмо генерал-адъютанта Воронцова, военному министру Чернышеву, июнь 1850 г.
Выполняя приказ высшего командования, карательная армия во главе с генералом Врангелем в июне 1852 года подвергает все селения самурской долины артиллерийскому обстрелу из крупнокалиберных пушек. Все населённые пункты были разрушены и сожжены дотла. Оставшихся в живых в течение 10-ти лет насильственным путём переселили на плоскость. Вот что пишет очевидец этого последствия Н. Вучетич:

«Ранее обитаемый край был оставлен как покинутый после страшного землетрясения. Вид селений представлял развалины стен и груды камней…»— 
Цахуры Дагестана западнее от Муслаха были переселены в Джыныхский, Мухахский и Тальский участки Закатальского округа. Многие селения из Джиныха, Мухаха, Кальяла, частично из Цахура, Мишлеша и Муслаха переселились в Аварию и Казикумухское ханство, в селение Ириб. Остальное население аулов: Гельмец, Курдул, Микик, Муслах, Сюгут, Аттал и Хиях было размещено в селениях Елисуйского округа и Кахской провинции. Здесь для них отведены были залежные казённые земли для пашни в местечках Баглар, Карамеше, Чукак, Сускент и т. д.
От жаркого и непривычного климата, а также свирепствовавшей лихорадки погибла почти половина горцев за 10 лет пребывания на чужбине. В 1852 году, во время артиллерийских обстрелов сел, большинство жителей погибло, а оставшиеся в живых 1219 семейств Горного Магала были переселены на плоскость. Из числа этих только 649 семей возвратились в 1861 году на прежнее место жительства. Об этом нам сообщает, надпись в соборной мечети в с. Цахур:

В 1266 году (1849—1850 год) жителей Цахура поразили насилия со стороны неверных, а самурцев (ахл Сан-бур) поразила тогда холера. Неверные сожгли цахурские селения, мечети и множество коранов. Цахурцы же по причине того рассеялись в разные стороны и оставались затем в таком положении десять лет, но потом, по милости Аллаха все же вернулись в свои обители и заново отстроили свои селения. Здание же этой соборной мечети Цахура восстановил в 1280 году (1863—1864 годы) Малламухаммад-эфенди Цахурский — сын Якуба-эфенди, сына Рамазана-эфенди, сына Хаджиякуба-эфенди. 
По словам Н. Вучетича, который был очевидцем событий 1869 года, можно увидеть ясную картину бедствия цахуров:

«бывали примеры, что из прежних огромных аулов по возвращении из ссылки, остались ничтожные деревушки в три, четыре семьи, почти все остальные жители сделались жертвами лихорадок и горячек, свирепствующих во многих низменностях Кавказа.»— Вучетич Н. Поездка в Самурский округ
Ни один город, ни один населённый пункт Дагестана в древности не имел такого расположения хозпостроек, как в Цахуре, они расположены отдельно от жилых кварталов. До настоящего времени в Цахуре сохранились коммуникации жизнеобеспечения — это подземная канализация (бытовая и ливневая), водопроводы.
Сохранились также развалины 12 мечетей. Сохранились подземные ходы — сообщения крепости с караванными дорогами.
Сохранились в своем архитектурном изяществе развалины общественных бань. Лишь одни кладбища вокруг Цахура занимают около 15 га земли.

## Население
| 1895 | 1926 | 1939 | 1970 | 1989 | 2002 | 2010 |
| ---- | ---- | ---- | ---- | ---- | ---- | ---- |
| 1000 | ↘669 | ↗672 | ↘566 | ↘326 | ↗329 | ↗476 |
| 2021 |      |      |      |      |      |      |
| ↘314 |      |      |      |      |      |      |

Национальный состав
По переписи 2002 года в селе проживало 326 человек, моноэтническое цахурское село.
Тухумы
Население Цахура состоит из 7 тухумов (патриархальных кровнородственных объединений) —
1. Базева
2. Исакурар
3. Мусафурар
4. Камазяр
5. Люлиара
6. Валиханар
7. Нукарамбы

По своей структуре Цахур делился на три квартала — магала, каждый магалов носит территориальные и топографические названия: Авгъана-магьала (средний квартал), Алегъана-магьала (верхний квартал), Дагъайна-магьала (нижний квартал) — во второй половине ХХ — начале XXI в. образовался ещё один квартал — Авгъана-магьла.

## Цахурское медресе
Особое место среди южнодагестанских аулов, занимал крупный средневековый аул Цахур, он предстает перед нами как центр религиозного просвещения в юго-западной части Дагестана. Здесь живут проповедники ислама и знатоки мусульманского законоведения.
В 1075 году в Цахуре визирем Низам аль-Мульком было основано первое на Кавказе медресе университетского типа, в медресе переводили на местные языки книги мусульманских ученых, и активно готовили мусульманских ученых дагестанского происхождения. Первыми учителями стали цахуры, обучавшиеся в Сирии и Ираке, которые, окончив учёбу, вернулись на родину, чтобы распространять Ислам на Кавказе.
Отсюда вышли первые представители ученого мусульманского духовенства, известные даже за пределами края — в Золотой Орде, Бухаре и Багдаде. В рукописном фонде ИИЯЛ Дагестанского Научного центра РАН сохранились письменные источники с именами известных цахурских арабистов. К ним относятся Касей Эфенди, Осман-Эфенди (ученик Касей Эфенди), Абдулла-Эфенди из Цахура, Курбан-Эфенди из Мишлеша, Исмаил-Эфенди из Гельмеца, Адбурахман-Джамалетдин-ал Сугюти.
Научный сотрудник Дагестанского Научного центра РАН М. Нурмагомедов в своей статье «По следам древней рукописи» пишет:

"Толковый словарь двухтомного арабского языка «Ал Гарибайн» Ахмеда-бинну Мухаммеда был найден в с. Унчукатль Лакского района. На титульном листе надпись — «Эту книгу перевел Мухаммед сын Абдул-Хасана из Цахура в 689 г. Хиджры (1290 г.)»
Словарь составлен тысячу лет тому назад.
До настоящего времени сохранились мавзолеи арабистов-ученых: в Мишлеше — мавзолей Султан-шейха Эмира, в Цахуре — мавзолей Султана-шейха Махмуда, Шейха Гасан-Эфенди, в Ляките — мавзолей Шейха Абдулвагаба-Эфенди, сохранились также «святые» места — захоронения известных ученых-шейхов, как Молла-Раджаба в Цахуре, и многие другие «святые» места, почитаемые у цахуров.
Ежегодно многие цахуры из Азербайджана совершают паломничество к этим святым местам. Об этом говорит такой факт ежегодно у мавзолея Султана — шейха Махмуда в Цахуре приносят в жертву около 200—250 баранов приезжие из-за пределов Дагестана.
До революции и в первые годы после революции в Цахурской мечети было медресе, обучались дети из разных районов Дагестана и Азербайджана. После мечеть закрыли, а затем здание мечети занимал Цахурский сельсовет.